# 펌프 잇 업 2013 피에스타 2
펌프 잇 업 피에스타 2는 펌프 잇 업 시리즈의 18번째(국내), 15번째(해외) 작품. 전작인 FIESTA의 정식 후속작 격 버전이자 피에스타 시리즈의 마지막 작품이다. 9월 25일 티져 영상을 통해 공개되었으며, 티져 영상에서 발표한 발매 예정 날짜는 2012년 11월. 단 한국은 이번에도 또 심의 문제로 2012년 12월 20일에 정식 발매.

## 개요
현재까지 공개된 정보에 의하면 EZ2DJ 시리즈에 참여했던 약_원, DJMAX TECHNIKA 시리즈에 참여했던 크랭키, 오리지널 제작에 처음으로 작곡한 SQUAR가 참여하는게 확인되었다. 안타까운 점은, 이 얍과 ms군처럼 초창기부터 제공해온 반야 프로덕션이 이번작에서 곡을 제공하지 않기 때문에 신곡이 없고, 일반/옛날 가요의 신곡이 없다는 것. 이 얍과 ms군의 코멘트에 의하면 다른 작곡가에도 기회를 주자는 차원에서 이렇게 되었다고 한다. 이 버전부터 아시아/오세아니아/남미권은 본가쪽인 FIESTA 2 시리즈로, 북미/유럽권은 전용버전인 인피니티 시리즈로 펌프 잇 업 시리즈는 갈라지게 된다. 참고로 인피니티에 먼저 사용된 곡이 동시수록곡으로 일부 수록이 되어 있다. 11월 3일 오후 2시 ~ 4일까지 일산 게임토피아에서 필드 테스트가 진행되었으며, 11월 24일 오후 1시에 엔터 신촌점과 부천점에서 정식 출시 버전으로 로케이션 테스트가 시작되었다. 정식 발매 전까지 계속 진행하였다. 12월 14일 게등위 심의 통과하여 12월 20일 정식 발매되었다. 이 버전과 FIESTA EX버전을 이후로 펌프 잇 업 시리즈는 아시아, 오세아니아권 및 남미 전용버전은 본가쪽인 펌프 잇 업 FIESTA 2 시리즈로, 북미/유럽 전용버전인 인피니티 시리즈로 갈라지게 되었다.

## 대표 곡
엘리제, 이그니스 패터스, 러브 이스 어 데인저 존 (크랭키 믹스), 힙노시스 (신스울프 믹스), FFF (플류 파 패스터), 유니크, U 갓 미 락킹, 루시드 (PIU 에디트), 내가 제일 잘 나가, 캔 노바디, 고등어, 멘탈 라이더

## 채널 목록
- 올 튠
- 풀 송
- 리믹스
- 숏 컷
- 뮤직트레인
- WPF를 위한 랜덤 채널
- 스킬 업 존 (USB전용)
- 퀘스트 월드 (USB전용)
- 미션 존 (USB전용)
- 선호곡 (USB전용)
- 1st ~ 3rd
- S.E ~ Extra
- Rebirth ~ Prex3
- Exceed ~ Zero
- NX & NX2
- NX Absolute
- Fiesta
- Fiesta EX
- Fiesta 2

## 수록 곡 목록
원래는 '싸이의 라잇 나우'를 수록하려고 했으나, 강남스타일로 떠버리는 바람에 해외판 저작권이 저스틴 비버의 소속사에 있어 수록이 취소되면서 '빅 뱅의 거짓말'이 그 자리를 채웠다. 그래서 FIESTA 2 초기 영상 이후의 버전에서는 영원히 등장하지 않았다. 또한 '샤이니의 링 딩 동'은 대한민국에서 정식 수록될 예정이었지만, 아쉽게도 SM 엔터테인먼트 계약 관련문제나 저작권 문제로 이 버전에서 삭제되어 대한민국의 수록은 무산되었다. 따라서 대한민국에서는 제대로 플레이 할 수 없으며 FIESTA EX 이후의 버전에서는 영원히 등장하지 않았다. 이 외에도 '돈 오마르의 단자 쿠두로', '샤키라의 라비오사', '대디 양키의 로붐바'는 스페인어이면서 남미, 멕시코, 스페인 버전에서만 수록되었다. 곡 제목의 굵은 글씨는 펌프 잇 업의 인기 명곡이고 기울인 글씨는 나중에 국내 또는 해외 판권 문제, 저작권 문제로 삭제될 완전한 비인기 명곡이다. 또한 굵은 글씨와 기울인 글씨가 아닌 곡은 삭제되었다가 나중에 다시 중간에 부활하는 표시이다. 곡 제목의 “”표시는 인기곡이었으나 재등장하지 못하고 있는 경우로 표시하고 ‘’표시는 유일하게 인기명곡으로 승격할 뻔했던 경우로 표시.

### 올 튠 (일반곡)
| 카테고리                        | 곡 제목                                                            | 비고                                                   |
| ------------------------------- | ------------------------------------------------------------------ | ------------------------------------------------------ |
| 1st 2nd 3rd O.B.G.              | “클론 - 펑키 투나잇”                                               |                                                        |
| 1st 2nd 3rd O.B.G.              | “노바소닉 - 증오”                                                  |                                                        |
| 1st 2nd 3rd O.B.G.              | 노바소닉 - 또다른 진심                                             |                                                        |
| 1st 2nd 3rd O.B.G.              | 반야 - 파이널 오디션                                               |                                                        |
| 1st 2nd 3rd O.B.G.              | 반야 - 엑스트라바간자                                              |                                                        |
| 1st 2nd 3rd O.B.G.              | “젝스키스 - 컴 백”                                                 |                                                        |
| 1st 2nd 3rd O.B.G.              | “젝스키스 - 뫼비우스의 띠”                                         |                                                        |
| 1st 2nd 3rd O.B.G.              | 반야 - 파이널 오디션 2                                             |                                                        |
| 1st 2nd 3rd O.B.G.              | 반야 - 태동                                                        |                                                        |
| 1st 2nd 3rd O.B.G.              | 반야 - 터키 행진곡                                                 |                                                        |
| 1st 2nd 3rd O.B.G.              | 반야 - 악몽                                                        |                                                        |
| 1st 2nd 3rd O.B.G.              | 반야 - 눈을 감아                                                   |                                                        |
| 1st 2nd 3rd O.B.G.              | 반야 - 프리 스타일                                                 |                                                        |
| 1st 2nd 3rd O.B.G.              | 반야 - 미드나잇 블루                                               |                                                        |
| 1st 2nd 3rd O.B.G.              | 반야 - 그녀는 피자를 좋아해                                        |                                                        |
| 1st 2nd 3rd O.B.G.              | 반야 - 펌핑 업                                                     |                                                        |
| 1st 2nd 3rd O.B.G.              | “타샤니 - 경고”                                                    |                                                        |
| 1st 2nd 3rd O.B.G.              | “듀스 - 우리는”                                                    |                                                        |
| 3rd S.E. 퍼펙트 컬렉션 엑스트라 | 반야 - 오! 로사                                                    |                                                        |
| 3rd S.E. 퍼펙트 컬렉션 엑스트라 | 반야 - 첫사랑                                                      |                                                        |
| 3rd S.E. 퍼펙트 컬렉션 엑스트라 | 반야 - 사랑가                                                      |                                                        |
| 3rd S.E. 퍼펙트 컬렉션 엑스트라 | 반야 - 무혼                                                        |                                                        |
| 3rd S.E. 퍼펙트 컬렉션 엑스트라 | 반야 - 미스터 라푸스                                               |                                                        |
| 3rd S.E. 퍼펙트 컬렉션 엑스트라 | “노바소닉 - 뛰어봐!”                                               |                                                        |
| 3rd S.E. 퍼펙트 컬렉션 엑스트라 | “DJ DOC - 런 투 유”                                                |                                                        |
| 3rd S.E. 퍼펙트 컬렉션 엑스트라 | 반야 - 펌프 점프                                                   |                                                        |
| 3rd S.E. 퍼펙트 컬렉션 엑스트라 | 반야 - N                                                           |                                                        |
| 3rd S.E. 퍼펙트 컬렉션 엑스트라 | 반야 - 롤링 크리스마스                                             |                                                        |
| 3rd S.E. 퍼펙트 컬렉션 엑스트라 | 반야 - 올 I 원트 포 X-마스                                         |                                                        |
| 3rd S.E. 퍼펙트 컬렉션 엑스트라 | 반야 - 베토벤 바이러스                                             |                                                        |
| 3rd S.E. 퍼펙트 컬렉션 엑스트라 | 노바소닉 - 슬램                                                    |                                                        |
| 3rd S.E. 퍼펙트 컬렉션 엑스트라 | “듀크 - 스타리안”                                                  |                                                        |
| 3rd S.E. 퍼펙트 컬렉션 엑스트라 | “유투 - 자책”                                                      |                                                        |
| 3rd S.E. 퍼펙트 컬렉션 엑스트라 | 반야 - 치킨 윙                                                     |                                                        |
| 3rd S.E. 퍼펙트 컬렉션 엑스트라 | 반야 - 파이널 오디션 에피소드 1                                    |                                                        |
| 카테고리                        | 곡 제목                                                            | 비고                                                   |
| 리버스 프리미어 3 프렉스 3      | 반야 - 닥터. M                                                     |                                                        |
| 리버스 프리미어 3 프렉스 3      | 반야 - 엠페러                                                      |                                                        |
| 리버스 프리미어 3 프렉스 3      | 반야 - 겟 유어 그루브 온                                           |                                                        |
| 리버스 프리미어 3 프렉스 3      | 반야 - 러브 이스 어 데인저 존                                      |                                                        |
| 리버스 프리미어 3 프렉스 3      | 반야 - 마리아                                                      |                                                        |
| 리버스 프리미어 3 프렉스 3      | 반야 - 미션 파서블                                                 |                                                        |
| 리버스 프리미어 3 프렉스 3      | 반야 - 마이 웨이                                                   |                                                        |
| 리버스 프리미어 3 프렉스 3      | 반야 - 포인트 브레이크                                             |                                                        |
| 리버스 프리미어 3 프렉스 3      | 반야 - 스트리트 쇼 다운                                            |                                                        |
| 리버스 프리미어 3 프렉스 3      | 반야 - 탑 시티                                                     |                                                        |
| 리버스 프리미어 3 프렉스 3      | 반야 - 윈터                                                        |                                                        |
| 리버스 프리미어 3 프렉스 3      | 반야 - 윌 O' 더 위스프                                             |                                                        |
| 리버스 프리미어 3 프렉스 3      | 반야 - 틸 디 엔드 오브 타임                                        |                                                        |
| 리버스 프리미어 3 프렉스 3      | 반야 - 오이 오이 오이                                              |                                                        |
| 리버스 프리미어 3 프렉스 3      | 반야 - 위 윌 밋 어게인                                             |                                                        |
| 리버스 프리미어 3 프렉스 3      | 반야 - 미스'S 스토리                                               |                                                        |
| 리버스 프리미어 3 프렉스 3      | 반야 - 셋 미 업                                                    |                                                        |
| 리버스 프리미어 3 프렉스 3      | 반야 - 댄스 위드 미                                                |                                                        |
| 리버스 프리미어 3 프렉스 3      | 반야 - 부크                                                        |                                                        |
| 리버스 프리미어 3 프렉스 3      | 반야 - 우편마차                                                    |                                                        |
| 리버스 프리미어 3 프렉스 3      | 반야 - 비                                                          |                                                        |
| 리버스 프리미어 3 프렉스 3      | 반야 - D 갱                                                        |                                                        |
| 리버스 프리미어 3 프렉스 3      | 반야 - 헬로                                                        |                                                        |
| 리버스 프리미어 3 프렉스 3      | 반야 - 비트 오브 더 워                                             |                                                        |
| 리버스 프리미어 3 프렉스 3      | “노바소닉 - 태양의 나라”                                           |                                                        |
| 리버스 프리미어 3 프렉스 3      | 반야 - 컴 투 미                                                    |                                                        |
| 익시드 익시드2 제로             | 반야 - 파이널 오디션 3 U.F.                                        |                                                        |
| 익시드 익시드2 제로             | 반야 - 태동 2                                                      |                                                        |
| 익시드 익시드2 제로             | 반야 - 몽키 핑거즈                                                 |                                                        |
| 익시드 익시드2 제로             | 반야 - 블레이징                                                    |                                                        |
| 익시드 익시드2 제로             | 반야 - 펌프 미 아마데우스                                          |                                                        |
| 익시드 익시드2 제로             | 반야 - 엑스트림                                                    |                                                        |
| 익시드 익시드2 제로             | 반야 - 겟 업!                                                      |                                                        |
| 익시드 익시드2 제로             | 크래쉬 - 디그니티                                                  |                                                        |
| 익시드 익시드2 제로             | “크래쉬 - 니가 진짜로 원하는게 뭐야?”                              |                                                        |
| 익시드 익시드2 제로             | 유니 - 가                                                          |                                                        |
| 익시드 익시드2 제로             | 원타임 - HOT 뜨거                                                  |                                                        |
| 익시드 익시드2 제로             | “솜이 - 예지몽”                                                    |                                                        |
| 익시드 익시드2 제로             | 이현도 - 사자후                                                    |                                                        |
| 익시드 익시드2 제로             | “왁스 - 내게 남은 사랑을 다 줄게”                                  |                                                        |
| 익시드 익시드2 제로             | 반야 - J 봉                                                        |                                                        |
| 익시드 익시드2 제로             | 반야 - 하이 바이                                                   |                                                        |
| 익시드 익시드2 제로             | 반야 - 무혼 2                                                      |                                                        |
| 익시드 익시드2 제로             | 반야 - 캐논-D                                                      |                                                        |
| 익시드 익시드2 제로             | 반야 - 비트 오브 더 워 2                                           |                                                        |
| 익시드 익시드2 제로             | 반야 - 월광                                                        |                                                        |
| 익시드 익시드2 제로             | 반야 - 위치 닥터                                                   |                                                        |
| 익시드 익시드2 제로             | 반야 - 러브 이스 어 데인저 존 pt. 2                                |                                                        |
| 익시드 익시드2 제로             | 반야 - 팬텀                                                        |                                                        |
| 익시드 익시드2 제로             | 반야 - 파파 곤잘레스                                               |                                                        |
| 익시드 익시드2 제로             | 조PD - 친구여                                                      |                                                        |
| 익시드 익시드2 제로             | ‘루이스 - 중화반점’                                                |                                                        |
| 익시드 익시드2 제로             | ‘스푸키 바나나 - 소방관 아저씨’                                    |                                                        |
| 익시드 익시드2 제로             | “JTL - 엔터 더 드래곤”                                             |                                                        |
| 익시드 익시드2 제로             | 페리 - 스톰                                                        |                                                        |
| 익시드 익시드2 제로             | 반야 - 러브 이스 어 데인저 존 pt. 2 어나더                         |                                                        |
| 카테고리                        | 곡 제목                                                            | 비고                                                   |
| NX NX2                          | 이 얍 - 위치 닥터 #1                                               |                                                        |
| NX NX2                          | 이 얍 - 아크 오브 다크니스                                         |                                                        |
| NX NX2                          | 이 얍 - 키메라                                                     |                                                        |
| NX NX2                          | “에픽 하이 - 플라이”                                               |                                                        |
| NX NX2                          | “DJ DOC - 원 나잇”                                                 |                                                        |
| NX NX2                          | 반야 프로덕션 - 사랑가 2006                                        |                                                        |
| NX NX2                          | 반야 프로덕션 - 두 유 노우 댓 -올드 스쿨-                          |                                                        |
| NX NX2                          | 반야 프로덕션 - 건 락                                              |                                                        |
| NX NX2                          | 반야 프로덕션 - 투우사의 노래                                      |                                                        |
| NX NX2                          | 반야 프로덕션 - 미운 오리새끼                                      |                                                        |
| NX NX2                          | DJ 두키 - 힙스                                                     |                                                        |
| NX NX2                          | 샘-I-앰 - 할레이                                                   |                                                        |
| NX NX2                          | 기프티드 - 위 고잉 플라이 리믹스                                   |                                                        |
| NX NX2                          | 이 얍 - 파이널 오디션 에피소드 2-1                                 |                                                        |
| NX NX2                          | 이 얍 - 파이널 오디션 에피소드 2-2                                 |                                                        |
| NX NX2                          | 소닉 디멘션 - 챱스틱스                                             |                                                        |
| NX NX2                          | 오실레이터 X - 댄스 올 나잇                                        |                                                        |
| NX NX2                          | 엘피스 - 댄스 바이브레이션스                                       |                                                        |
| NX NX2                          | 지그재그 - 에너자이저                                              |                                                        |
| NX NX2                          | 소닉 디멘션 - 그루빙 모션                                          |                                                        |
| NX NX2                          | 이 얍 - 무혼 1.5                                                   |                                                        |
| NX NX2                          | 반야 프로덕션 - 비트 더 고스트                                     |                                                        |
| NX NX2                          | 반야 프로덕션 - 카프리스 오브 오타다                               |                                                        |
| NX NX2                          | 반야 프로덕션 - 머니                                               |                                                        |
| NX NX2                          | 반야 프로덕션 - 몽키 핑거즈 2                                      |                                                        |
| NX NX2                          | ‘015B - 아주 오래된 연인들’                                        |                                                        |
| NX NX2                          | 이 얍 - 패스터 Z                                                   |                                                        |
| NX NX2                          | 이 얍 - 펌트리스 콰트로                                            |                                                        |
| 미션 전용                       | 서태지와 아이들 - 내 맘이야! (가사 없는 버전)                      | 오직 미션존에서만 수록                                 |
| NX NX2                          | “헤드 트립 - 비트 # 넘버 4”                                        |                                                        |
| NX NX2                          | 반야 프로덕션 - 기타 맨                                            |                                                        |
| NX NX2                          | 반야 프로덕션 - 히글디 피글디                                      |                                                        |
| NX NX2                          | 반야 프로덕션 - 잼 O 비트                                          |                                                        |
| 미션전용                        | 이 얍 - 비트 오브 더 워 2 (D&G)                                    | 오직 미션존에서만 수록                                 |
| 미션전용                        | 이 얍 - 위치 닥바                                                  | 오직 미션존에서만 수록                                 |
| 미션전용                        | 반야 프로덕션 - 팬텀 (스피드 업)                                   | 오직 미션존에서만 수록                                 |
| 미션전용                        | 015B - 아주 오래된 연인들 (가사없는 편집)                          | 오직 미션존에서만 수록                                 |
| NXA                             | 이 얍 - 펌트리스 8비트 ver.                                        |                                                        |
| NXA                             | 이 얍 - 블레이즈 이모션                                            |                                                        |
| NXA                             | 이 얍 - 캐논 X.1                                                   |                                                        |
| NXA                             | 이 얍 - 젓가락 변주곡                                              |                                                        |
| NXA                             | 빅 뱅 - 라라라                                                     |                                                        |
| NXA                             | 은지원 - 아디오스                                                  |                                                        |
| NXA                             | ‘45RPM - 살짝쿵’                                                   |                                                        |
| NXA                             | DJ 미실 - 포워드                                                   |                                                        |
| NXA                             | 샘-I-앰 - 업락                                                     |                                                        |
| NXA                             | 기프티드 - 크레이지                                                |                                                        |
| NXA                             | 빅 메트라 - 붉은 손수건                                            |                                                        |
| NXA                             | 판다 - 잘가 내 사랑                                                |                                                        |
| NXA                             | 니나 파일럿츠 - 나완 상관없어                                      |                                                        |
| NXA                             | 타이지 & 릴 V - 펌프 브레이커스                                    |                                                        |
| NXA                             | 왕리홍 - 체인지 마이셀프                                           |                                                        |
| NXA                             | 반야 프로덕션 - 사람들은 몰랐다네                                  |                                                        |
| NXA                             | 반야 프로덕션 - DJ 오타다                                          |                                                        |
| NXA                             | 반야 프로덕션 - K.O.A. -앨리스 인 원더월드-                        |                                                        |
| NXA                             | 반야 프로덕션 - 마이 드림즈                                        |                                                        |
| NXA                             | 반야 프로덕션 - 토카타                                             |                                                        |
| NXA                             | 하우스 룰즈 - 두 잇!                                               |                                                        |
| NXA                             | “바세린 - 돈 오브 더 아포칼립스”                                   |                                                        |
| NXA                             | 이 얍 - 파이널 오디션 에피소드 2-X                                 |                                                        |
| 카테고리                        | 곡 제목                                                            | 비고                                                   |
| 피에스타                        | 이 얍 - X-트리                                                     |                                                        |
| 피에스타                        | 이 얍 - 소서리스 엘리제                                            |                                                        |
| 피에스타                        | ms군 - 사랑가 -2막-                                                |                                                        |
| 피에스타                        | 드렁큰 타이거 - 굿 라이프                                          |                                                        |
| 피에스타                        | 나우 - 빅 비트                                                     |                                                        |
| 피에스타                        | 다이나믹 듀오 - 신나                                               |                                                        |
| 피에스타                        | 베이비 복스 - 우연                                                 |                                                        |
| 피에스타                        | 맥스 - U 갓 2 노우                                                 |                                                        |
| 피에스타                        | 렉시 - 하늘 위로                                                   |                                                        |
| 피에스타                        | 룰라 - 날개 잃은 천사                                              |                                                        |
| 피에스타                        | ‘코요테 - 순정’                                                    |                                                        |
| 피에스타                        | 무가당 - 노세 놀아보세                                             |                                                        |
| 피에스타                        | SHK - 데스티네이션                                                 |                                                        |
| 피에스타                        | 터보 - 트위스트 킹                                                 |                                                        |
| 피에스타                        | ‘2NE1 - 파이어’                                                    | BGA는 뮤직비디오로 변경되었다.                         |
| 피에스타                        | 카라 - 워너                                                        |                                                        |
| 피에스타                        | 도인 - 진공                                                        |                                                        |
| 피에스타                        | 판다 - 자아도취                                                    |                                                        |
| 피에스타                        | LTJ 엑스페리언스 - 노 라임 노 리즌                                 |                                                        |
| 피에스타                        | 에너지 프레센트 - 에이티스 팝                                      |                                                        |
| 피에스타                        | 반야 프로덕션 - 두 잇 -레게 스타일-                                |                                                        |
| 피에스타                        | 반야 프로덕션 - 제네시스                                           |                                                        |
| 피에스타                        | 반야 프로덕션 - 아리랑                                             |                                                        |
| 피에스타                        | 반야 프로덕션 - 테크 -클럽 코펜하겐-                               |                                                        |
| 피에스타                        | 반야 프로덕션 - 안녕 윌리엄                                        |                                                        |
| 피에스타                        | 반야 프로덕션 - 터키 행진곡 -미니멀 튠즈-                          |                                                        |
| 피에스타                        | 반야 프로덕션 - 겟 업 (앤 고)                                      |                                                        |
| 피에스타                        | 반야 프로덕션 - 팬텀 -인터메조-                                    |                                                        |
| 피에스타                        | 반야 프로덕션 - 미션 파서블 -블로우백-                             |                                                        |
| 피에스타                        | 반야 프로덕션 - 펌핑 점핑                                          |                                                        |
| 피에스타                        | 도인 - B.P.M. 콜렉션 3 (펌트리스)                                  |                                                        |
| 피에스타                        | 도인 - B.P.M. 콜렉션 2 (무혼)                                      |                                                        |
| 피에스타                        | 도인 - B.P.M. 콜렉션 1 (오디션)                                    |                                                        |
| 피에스타                        | 도인 - B.P.M. 콜렉션 4 (etc. 믹스)                                 |                                                        |
| 피에스타                        | 도인 - 테프리스                                                    |                                                        |
| 피에스타                        | 도인 - 네이팜                                                      |                                                        |
| 피에스타                        | 니나 파일럿츠 - 16살                                               |                                                        |
| 카테고리                        | 곡 제목                                                            | 비고                                                   |
| 피에스타 EX                     | 쓰로다운 - 왓 해픈드                                               |                                                        |
| 피에스타 EX                     | 생션7 - 가고일                                                     |                                                        |
| 피에스타 EX                     | DM 아슈라 - 알레그로 콘 뿌오코                                     |                                                        |
| 피에스타 EX                     | DM 아슈라 - X-레이브                                               |                                                        |
| 피에스타 EX                     | 보스피 - 스멜스 라이크 어 초콜렛                                   |                                                        |
| 피에스타 EX                     | 지르콘 - 네크로맨시                                                |                                                        |
| 피에스타 EX                     | DM 아슈라 핏. MC 제이 & 베로니카 - 레이브 언틸 더 나이트 이스 오버 |                                                        |
| 피에스타 EX                     | 도인 - 클리너                                                      |                                                        |
| 피에스타 EX                     | 도인 - 인터퍼런스                                                  |                                                        |
| 피에스타 EX                     | SHK - 리얼리티                                                     |                                                        |
| 피에스타 EX                     | SHK - 테이크 아웃                                                  |                                                        |
| 피에스타 EX                     | 맥스 & 로리체슬 (시드-사운드) - 버터 플라이                        |                                                        |
| 피에스타 EX                     | 맥스 - 오버블로우                                                  |                                                        |
| 피에스타 EX                     | 맥스 - 위 갓 2 노우                                                |                                                        |
| 피에스타 EX                     | ‘시크릿 - 매직’                                                    |                                                        |
| 피에스타 EX                     | 4미닛 - 핫 이슈                                                    |                                                        |
| 피에스타 EX                     | 오렌지 캬라멜 - 마법소녀                                           |                                                        |
| 피에스타 EX                     | 비스트 - 쇼크                                                      |                                                        |
| 피에스타 EX                     | 빅 뱅 - 마지막 인사                                                |                                                        |
| 피에스타 EX                     | “노라조 - 슈퍼맨”                                                  |                                                        |
| 피에스타 EX                     | 마이티 마우스 - 에너지                                             |                                                        |
| 피에스타 EX                     | 1타임 - 어머니                                                     |                                                        |
| 피에스타 EX                     | 배치기 - 넘버 3                                                    |                                                        |
| 피에스타 EX                     | ‘아웃사이더 - 남자답게’                                            |                                                        |
| 피에스타 EX                     | “크래쉬 - 크래쉬데이”                                              |                                                        |
| 피에스타 EX                     | 반야 프로덕션 - 헝가리 무곡 V                                      |                                                        |
| 피에스타 EX                     | 반야 프로덕션 - 마왕                                               |                                                        |
| 피에스타 EX                     | SHK - 네이티브                                                     |                                                        |
| 미션 전용                       | 포미닛 - 핫 이슈 (얼터네이트)                                      | 피에스타2의 미션 전용곡                                |
| 미션 전용                       | A.V - 야근                                                         | 피에스타2의 미션 전용곡, XX 2.06.0에서 정식곡으로 승격 |
| 피에스타EX                      | V.A - 파반느                                                       | BGA가 추가되었다.                                      |
| 피에스타EX                      | 도인 - 잣                                                          |                                                        |
| 피에스타EX                      | 도인 - ㅁㄴㅇㄹ                                                    |                                                        |
| 미션 전용                       | 빅 뱅 - 마지막 인사 (얼터네이트)                                   | 피에스타2의 미션 전용곡                                |
| 미션 전용                       | 도인 - 말씀                                                        | 피에스타2의 미션 전용곡                                |
| 미션 전용                       | 마이티 마우스 - 에너지 (얼터네이트)                                | 피에스타2의 미션 전용곡                                |
| 피에스타EX                      | 맥스 & 서량 (시드-사운드) - 조나단의 꿈                            |                                                        |
| 카테고리                        | 곡 제목                                                            | 비고                                                   |
| 피에스타2                       | 어피니티 - 모노리스                                                |                                                        |
| 피에스타2                       | 어피니티 - Y2Z                                                     | 1.30에서 추가                                          |
| 피에스타2                       | 벨테인 - 락힐                                                      | 1.10에서 정식곡으로 승격                               |
| 피에스타2                       | 셀드웰러 - 스위치백                                                |                                                        |
| 피에스타2                       | 코코넛 - 레이디버그                                                |                                                        |
| 피에스타2                       | 디클로니우스 - 하드코어 오브 더 노스                               |                                                        |
| 피에스타2                       | 퓨처 펑크 스쿼드 - 리핀' 잇 업                                     |                                                        |
| 피에스타2                       | 하이-G - 트라이브 어태커                                           |                                                        |
| 피에스타2                       | 카우 - 테이크 미 백                                                | 1.20에서 추가                                          |
| 피에스타2                       | 쿠리-질 - 리-레이브                                                | 1.50에서 정식곡으로 승격                               |
| 피에스타2                       | 쿠리-질 - 힐 앤 토                                                 |                                                        |
| 피에스타2                       | 인스펙터 K - 버츄얼 이모션                                         |                                                        |
| 피에스타2                       | 나이트메어 - 드림 투 나이트메어                                    | 1.30에서 정식곡으로 승격                               |
| 피에스타2                       | 생션7 - 레인스파크                                                 |                                                        |
| 피에스타2                       | 스마일리 - 유토피아                                                |                                                        |
| 피에스타2                       | 스마일리 - 슈샤                                                    | 1.20에서 추가                                          |
| 피에스타2                       | 지그재그 - VVV                                                     | 1.50에서 정식곡으로 승격                               |
| 피에스타2                       | 스티안 K - 비 얼라이브 (라반 잉크. 믹스)                           |                                                        |
| 피에스타2                       | 지르콘 - 스타 커맨드                                               |                                                        |
| 피에스타2                       | J-미 & 미디-D 핏. 한나 스톡젤 - 팝 더 트랙                         |                                                        |
| 피에스타2                       | 더 DNC 핏. 미스 아마니 - 일렉트릭                                  |                                                        |
| 피에스타2                       | 신스울프 - 파사칼리아                                              |                                                        |
| 피에스타2                       | 지르콘 - 바로크 바이러스                                           |                                                        |
| 피에스타2                       | DM 아슈라 - 엘리제                                                 |                                                        |
| 피에스타2                       | 반야 리믹스 바이 DM 아슈라 - 이그니스 패터스                       |                                                        |
| 피에스타2                       | 반야 리믹스 바이 크랭키 - 러브 이스 어 데인저 존 (크랭키 믹스)     |                                                        |
| 피에스타2                       | 반야 리믹스 바이 신스울프 - 힙노시스 (신스울프 믹스)               |                                                        |
| 피에스타2                       | 도인 - FFF (플류 파 패스터)                                        |                                                        |
| 피에스타2                       | SHK - 유니크                                                       |                                                        |
| 피에스타2                       | 맥스 - 엑시던트                                                    |                                                        |
| 피에스타2                       | 맥스 - D                                                           |                                                        |
| 피에스타2                       | 맥스 - U 갓 미 락킹                                                |                                                        |
| 피에스타2                       | 약_원 - 루시드 (PIU 에디트)                                        |                                                        |
| 피에스타2                       | 원더걸스 - 노바디                                                  |                                                        |
| 피에스타2                       | 미스 A - 배드 걸 굿 걸                                             |                                                        |
| 피에스타2                       | 카라 - 스텝                                                        |                                                        |
| 피에스타2                       | ‘2NE1 - 내가 제일 잘 나가’                                         |                                                        |
| 피에스타2                       | ‘2NE1 - 캔노바디’                                                  |                                                        |
| 피에스타2                       | 오렌지 캬라멜 - 샹하이 로맨스                                      |                                                        |
| 피에스타2                       | 빅 뱅 - 판타스틱 베이비                                            |                                                        |
| 피에스타2                       | 빅 뱅 - 거짓말                                                     |                                                        |
| 피에스타2                       | G.드래곤 - 하트브레이커                                            |                                                        |
| 피에스타2                       | 2PM - 핸즈 업 (이스트4A 믹스)                                      |                                                        |
| 피에스타2                       | 인피니트 - 내꺼하자                                                |                                                        |
| 피에스타2                       | G.드래곤 - 크레용                                                  | 1.10에서 추가                                          |
| 피에스타2                       | “노라조 - 고등어”                                                  |                                                        |
| 피에스타2                       | 배치기 - 두 마리                                                   |                                                        |
| 피에스타2                       | 돈 오마르 & 핏. 루켄조 - 단자 쿠두로                               | 스페인, 남미 전용곡                                    |
| 피에스타2                       | 샤키라 & 핏. 핏불 - 라비오사                                       | 스페인, 남미 전용곡                                    |
| 피에스타2                       | 대디 양키 - 로붐바                                                 | 스페인, 남미 전용곡                                    |
| 피에스타2                       | 벨라노바 - 원 투 쓰리 고!                                          |                                                        |
| 피에스타2                       | 판다 - 불행한 사람들은 울지 않는다                                 |                                                        |
| 피에스타2                       | 아유 팅 팅 - 식 아식                                               |                                                        |
| 피에스타2                       | 사이코지 - 온라인                                                  |                                                        |
| 피에스타2                       | 벤 차카티트 - 담                                                   |                                                        |
| 피에스타2                       | 슈가 아이즈 - 슈가 아이즈                                          |                                                        |
| 피에스타2                       | SHK - 로그-인                                                      | 1.40에서 추가                                          |
| 피에스타2                       | 약_원 - 윈드밀                                                     | 1.40에서 추가                                          |
| 피에스타2                       | SHK - 팔로우 미                                                    | 1.60에서 추가                                          |
| 피에스타2                       | 시드-사운드 - 여래아                                               | 1.60에서 추가                                          |
| 피에스타2                       | SQUAR - 멘탈 라이더                                                | 1.50에서 정식 곡으로 승격                              |

### 풀 송
| 카테고리            | 곡 제목                              | 비고                     |
| ------------------- | ------------------------------------ | ------------------------ |
| 익시드 익시드2 제로 | 크래쉬 - 디그니티 풀 리믹스          |                          |
| 익시드 익시드2 제로 | 반야 - 캐논-D 풀 송 믹스             |                          |
| NX NX2              | 이 얍 - 러브 이스 어 데인저 존 pt. 2 |                          |
| NX NX2              | 이 얍 - 비트 오브 더 워 2            |                          |
| 미션전용            | “반야 프로덕션 - 기타 맨 풀 ver.”    | 미션 전용                |
| NX NX2              | “에픽 하이 - 플라이”                 |                          |
| 피에스타            | “솜2 - 예지몽”                       | 피에스타부터 정식곡 승격 |
| 미션전용            | 스푸키 바나나 - 소방관 아저씨        | 미션 전용                |
| NXA                 | 헤드 트립 - 비트 # 넘버 4 풀 송      |                          |
| NXA                 | 이 얍 - 젓가락 변주곡 풀 송          |                          |
| NXA                 | 빅 뱅 - 라라라 풀 송                 |                          |
| NXA                 | 빅 메트라 - 붉은 손수건 풀 송        |                          |
| NXA                 | 판다 - 잘가 내 사랑 풀 송            |                          |
| NXA                 | DJ 미실 - 포워드 풀 송               |                          |
| NXA                 | ‘45RPM ft. ms군 - 살짝쿵 풀 송’      |                          |
| NXA                 | 니나 파일럿츠 - 나완 상관없어 풀 송  |                          |
| NXA                 | 빅 메트라 - 잠깐이면 돼 풀 송        | 풀송 전용                |
| NXA                 | “JTL - 엔터 더 드래곤 풀 송”         |                          |
| 카테고리            | 곡 제목                              | 비고                     |
| 피에스타            | “판다 - 자아도취”                    |                          |
| 피에스타            | “바세린 - 돈 오브 더 아포칼립스”     |                          |
| 피에스타            | ‘2NE1 - 파이어’                      | BGA는 뮤직비디오로 변경  |
| 피에스타            | 카라 - 워너                          |                          |
| 피에스타EX          | 도인 - 인터퍼런스                    |                          |
| 피에스타EX          | 오렌지 캬라멜 - 마법소녀             |                          |
| 피에스타EX          | 비스트 - 쇼크                        |                          |
| 피에스타EX          | 마이티 마우스 - 에너지               |                          |
| 피에스타EX          | ‘아웃사이더 - 남자답게’              |                          |
| 피에스타EX          | 배치기 - 넘버 3                      |                          |
| 피에스타EX          | “크래쉬 - 크래쉬데이”                |                          |
| 피에스타EX          | 4미닛 - 핫 이슈                      |                          |
| 피에스타2           | 카라 - 스텝                          |                          |
| 피에스타2           | ‘2NE1 - 내가 제일 잘나가’            |                          |
| 피에스타2           | 오렌지 카라멜 - 샹하이 로맨스        |                          |
| 피에스타2           | 빅뱅 - 판타스틱 베이비               |                          |
| 피에스타2           | ‘2NE1 - 캔노바디’                    |                          |
| 피에스타2           | G.드래곤 - 하트브레이커              |                          |
| 카테고리            | 곡 제목                              | 비고                     |

### 리믹스
미션 전용인 스크림송, 야생마, 그리고 파이널 오디션 3 & 키메라를 제외하고 모두 리믹스 곡에 수록되었다. 피에스타2에서의 신곡은 4곡이다.
| 카테고리                        | 곡제목                                                | 수록곡 | 비고                |
| ------------------------------- | ----------------------------------------------------- | --- | ------------------- |
| 1st 2nd 3rd O.B.G.              | 반야 - 테크노 리피토먼트 리믹스                       | 원곡 |                     |
| 익시드 익시드 2 제로            | 반야 - 반야 힙합 리믹스                               | 싫어 프리 스타일 미드나잇 블루                                                                                     | 전용 BGA를 사용     |
| 3rd S.E. 퍼펙트 컬렉션 엑스트라 | 반야 - 엑스트라 반야 리믹스                           | 파이널 오디션 에피소드 1 치킨 윙                                                                                   | 전용 BGA는 사용불가 |
| 익시드 익시드 2 제로            | “노바소닉/크래쉬 - 노바래쉬 리믹스”                   | 태양의 나라 니가 진짜로 원하는게 뭐야?                                                                             |                     |
| 익시드 익시드 2 제로            | 반야 - 트림 북 오브 더 워 리믹스                      | 엑스트림 부크 비트 오브 더 워                                                                                      |                     |
| 익시드 익시드 2 제로            | 반야 - 반야 클래식 리믹스                             | 베토벤 바이러스 윈터 펌프 미 아마데우스                                                                            |                     |
| 익시드 익시드 2 제로            | 반야 - 러브 이스 어 데인저 존 pt. 2: 트라이 투 B.P.M. | 러브 이스 어 데인저 존 1&2                                                                                         |                     |
| NX NX2                          | “DJ DOC/에픽하이 - K-팝 댄스”                         | 원 나잇 플라이 |                     |
| NX NX2                          | “클론/타샤니 - 그루브 파티”                           | 펑키 투나잇 경고                                                                                                   |                     |
| NX NX2                          | 이 얍 - 위-엑-닥-바                                   | 위치 닥터 엑스트라바간자                                                                                           |                     |
| NX NX2                          | 이 얍 - 비메라                                        | 비 키메라 |                     |
| NX NX2                          | 반야 프로덕션 - 반야-P 기타 리믹스                    | 건 락 기타 맨 비트 더 고스트 팬텀                                                                                  |                     |
| NX NX2                          | 반야 프로덕션 - 머니 핑거즈                           | 머니 몽키 핑거즈                                                                                                   |                     |
| 미션 전용                       | 이 얍 - 파이널 오디션 3 & 키메라 리믹스               | 파이널 오디션 3 키메라                                                                                             | 미션 전용           |
| 미션 전용                       | 이 얍 - 야생마                                        | 펌트리스 8비트 ver. 캐논-D                                                                                         | 미션 전용           |
| NXA                             | 45RPM/은지원 - 45RPM & 은지원 믹스                    | 살짝쿵 아디오스 |                     |
| NXA                             | 반야 프로덕션 - 사람들은 펌핑업을 몰랐다네            | 사람들은 몰랐다네 펌핑 업                                                                                          |                     |
| NXA                             | 반야 프로덕션 - 카프리스 오브 DJ 오타다               | 카프리스 오브 오타다 DJ 오타다                                                                                     |                     |
| NXA                             | 반야 프로덕션 - 닥터 K.O.A.                           | 닥터. M K.O.A. -앨리스 인 원더월드-                                                                                |                     |
| NXA                             | 니나 파일럿츠/판다 - 니나 판다 믹스                   | 잘가 내 사랑 나완 상관없어                                                                                         |                     |
| NXA                             | 빅 메트라 - 빅 메트라 리믹스                          | 잠깐이면 돼 붉은 손수건                                                                                            |                     |
| NXA                             | “노바소닉 - 노바소닉 믹스 Ver.3”                      | 또다른 진심 슬램                                                                                                   |                     |
| NXA                             | 반야 프로덕션 - 터키 바이러스                         | 터키 행진곡 베토벤 바이러스                                                                                        |                     |
| NXA                             | ms군 - ms군 리믹스 파트 1                             | 반야 프로덕션의 잼 O 비트 헤드 트립의 비트 샵 넘버 4                                                               |                     |
| NXA                             | ms군 - ms군 리믹스 파트 3                             | 반야의 윈터 베토벤 바이러스                                                                                        |                     |
| 미션 전용                       | ms군 - 스크림 송                                      | 반야 프로덕션의 잼 O 비트 머니 몽키 핑거즈 2                                                                       | 미션 전용           |
| 카테고리                        | 곡제목                                                | 수록곡 | 비고                |
| 피에스타                        | 반야 프로덕션 - B.P 클래식 리믹스 1                   | 안녕 윌리엄 겟 업 (앤 고) 제네시스                                                                                 |                     |
| 피에스타                        | 반야 프로덕션 - K-팝 믹스 (올드&뉴)                   | 코요테의 순정 듀크의 스타리안 유니의 가                                                                            |                     |
| 피에스타                        | 반야 프로덕션 - 파파 헬로이징                         | 파파 곤잘레스 블레이징 헬로                                                                                        |                     |
| 피에스타                        | 반야 프로덕션 - B.P 클래식 리믹스 2                   | 제네시스 우편마차 월광                                                                                             |                     |
| 피에스타                        | “반야 프로덕션 - 하드코어 락 믹스”                    | 크래쉬의 디그니티 바세린의 돈 오브 더 아포칼립스                                                                   |                     |
| 피에스타                        | 반야 프로덕션 - 프로 팝 믹스                          | 지그재그의 에너자이저 소닉 디멘션의 챱스틱스                                                                       |                     |
| 피에스타                        | 반야 프로덕션 - 셋 업 미2 믹스                        | 셋 미 업 댄스 위드 미                                                                                              |                     |
| 피에스타                        | ms군 - ms군 리믹스 파트 5                             | 반야의 탑 시티 마리아 펌프 점프 반야 프로덕션의 토카타                                                             |                     |
| 피에스타                        | ms군 - ms군 리믹스 파트 6                             | 맥스의 U 갓 2 노우 SHK의 데스티네이션                                                                              |                     |
| 피에스타                        | ms군 - ms군 리믹스 파트 7                             | 하우스 룰즈의 두 잇 바나나 걸의 초콜렛                                                                             |                     |
| 피에스타                        | “ms군 - 히스토리: 우리는 열정이다”                    | JTL의 엔터 더 드래곤 듀스의 우리는 타샤니의 경고 U'투의 자책                                                       | 최장 리믹스곡.      |
| 피에스타                        | ms군 - 펌프 잇 업 위드 유                             | OBG 오프닝 (/PC 오프닝) NX2 오프닝 익시드2 오프닝 프렉스3 오프닝 제로 오프닝 리버스 오프닝 익시드 오프닝 NX 오프닝 |                     |
| 피에스타EX                      | 시크릿/오렌지 캬라멜/4미닛/2NE1 - K-팝 걸 그룹 리믹스 | 매직 마법소녀 핫 이슈 파이어                                                                                       |                     |
| 피에스타EX                      | 도인 - 진공 청소기                                    | 진공 클리너 |                     |
| 피에스타EX                      | 맥스 - 에브리바디 갓 2 노우                           | U 갓 2 노우 위 갓 2 노우                                                                                           |                     |
| 피에스타2                       | 빅뱅&맥스 - 빅 투 더 뱅                               | 판타스틱 베이비 거짓말 마지막 인사                                                                                 |                     |
| 피에스타2                       | “노라조&맥스 - 슈퍼 고등어”                           | 슈퍼맨 고등어 |                     |
| 피에스타2                       | 신스울프&맥스 - 인피니티 리믹스                       | 힙노시스 (신스울프 리믹스) 파사칼리아                                                                              |                     |
| 피에스타2                       | 도인&맥스 - 와라유도인?                               | 말씀 진공 인터퍼런스 ㅁㄴㅇㄹ 테프리스 잣 클리너 FFF                                                               |                     |
| 카테고리                        | 곡제목                                                | 수록곡 | 비고                |

### 숏 컷
| 카테고리    | 곡제목                                       | 비고                    |
| ----------- | -------------------------------------------- | ----------------------- |
| 피에스타    | 반야 - 익시드2 오프닝(無言歌 RAW딩중...)     | 익시드2의 이벤트 전용곡 |
| 피에스타    | 반야 - 파이널 오디션 2                       |                         |
| 피에스타    | 반야 - 파이널 오디션 3                       |                         |
| 피에스타    | 이 얍 - 파이널 오디션 에피소드 2-X           |                         |
| 피에스타    | 반야 - 러브 이스 어 데인저 존                |                         |
| 피에스타    | 반야 - 러브 이스 어 데인저 존 pt. 2          |                         |
| 피에스타    | 반야 - 엑스트라바간자                        |                         |
| 피에스타    | 반야 - 치킨 윙                               |                         |
| 피에스타    | 반야 - 윈터                                  |                         |
| 피에스타    | 반야 - 무혼 2                                |                         |
| 피에스타    | 반야 - 월광                                  |                         |
| 피에스타    | 반야 - 위치 닥터                             |                         |
| 피에스타    | 이 얍 - NX 오프닝                            |                         |
| 피에스타    | 반야 프로덕션 - K.O.A. -앨리스 인 원더월드-  |                         |
| 피에스타    | 이 얍 - 비메라                               |                         |
| 피에스타    | 이 얍 - 펌트리스 8Bit ver.                   |                         |
| 피에스타    | SHK - 데스티네이션                           |                         |
| 피에스타    | 판다 - 잘가 내 사랑                          |                         |
| 카테고리    | 곡제목                                       | 비고                    |
| 피에스타 EX | 도인 - 트롯프리스                            | 숏 컷 전용              |
| 피에스타 EX | 도인 - 클리너                                |                         |
| 피에스타 EX | SHK - 테이크 아웃                            |                         |
| 피에스타 EX | 맥스 - 오버블로우                            |                         |
| 피에스타 EX | DM 아슈라 - X-레이브                         |                         |
| 피에스타 2  | J-미 & 미디-D 핏. 한나 스톡젤 - 팝 더 트랙   |                         |
| 피에스타 2  | 신스울프 - 파사칼리아                        |                         |
| 피에스타 2  | 반야 리믹스 바이 DM 아슈라 - 이그니스 패터스 |                         |
| 피에스타 2  | 도인 - FFF (플류 파 패스터)                  |                         |
| 피에스타 2  | SHK - 유니크                                 |                         |
| 피에스타 2  | 맥스 - U 갓 미 락킹                          |                         |
| 카테고리    | 곡제목                                       | 비고                    |

- 반야의 익시드2 오프닝(無言歌 RAW딩중...)은 익시드 2의 리믹스 스테이션에서 1, 2스테이지를 크레이지 모드로 S판정이 나오면 無言歌 RAW딩중...(인트로)이 등장하는 이벤트 전용 곡이었다. 숏 컷 모드의 탄생과 함께 피에스타에서 복귀하여 "피에스타"채널의 곡으로 설정하고 있다.
- 반야의 윈터는 싱글 곡을 그대로 편집하지 않고 원곡의 중반부인 비발디의 사계-겨울 2악장만 편집하였다.

### 스킬 업 존 전용곡
싱글 곡 시간 기준에 리믹스로 편집한 곡이다. 스킬 업 존 곡들은 모두 펌프잇업의 제작가들이 리믹스한 곡으로 오리지널 곡으로 설정하였다. 피에스타 2까지 수록되었다.
| 곡제목                             | 수록곡                                                                                   |
| ---------------------------------- | ---------------------------------------------------------------------------------------- |
| 반야 프로덕션 - 겟 업 (앤 고)      | 반야 프로덕션 겟 업 (앤 고) 스피드업                                                     |
| 도인 - 데인저 존 트윈스            | 반야의 러브 이스 어 데인저 존 pt. 2                                                      |
| 도인 - 홀스 믹스                   | 반야의 윈터 펌프 미 아마데우스 반야 프로덕션의 안녕 윌리엄                               |
| 도인 - 위치 코어                   | 바세린의 돈 오브 더 아포칼립스 크래쉬의 디그니티 반야의 위치 닥터                        |
| 도인 - B.P.M. 콜렉션 3 (펌트리스)  | 이 얍의 펌트리스 꽈트로 8비트 Ver.                                                       |
| 맥스 - 몽키-랑                     | 반야 프로덕션의 아리랑 반야의 몽키 핑거즈                                                |
| 도인 - 위메라                      | 이 얍의 위-엑-닥-바 비메라                                                               |
| 맥스 - 트라토 X4                   | 빅메트라의 잠깐이면 돼 편곡                                                              |
| 도인 - 무혼 엘리제                 | 이 얍의 무혼 1.5 소서리스 엘리제                                                         |
| 도인 - 터키 믹스                   | 반야의 터키 행진곡 반야 프로덕션의 터키 행진곡 -미니멀 튠즈-                             |
| 도인 - 비트림 오브 더 위스프       | 반야의 트림 북 오브 더 워 비트 오브 더 워 2 윌 O' 더 위스프                              |
| 맥스 - 펌핑 잼                     | 반야 프로덕션의 펌핑 점핑 잼 O 비트                                                      |
| 도인 - 4-X                         | 이 얍의 파이널 오디션 에피소드 2-X 편곡                                                  |
| 도인 - 치킨 닥터                   | 반야의 위치 닥터 치킨 윙                                                                 |
| 도인 - 캐논 X 트리                 | 이 얍의 캐논 X.1 X-트리                                                                  |
| 도인 - DJ. 문                      | 반야 프로덕션의 DJ 오타다 반야의 월광                                                    |
| SHK - KM 팝 믹스                   | 젝스키스의 컴 백 니나 파일럿츠의 나완 상관없어 판다의 자아도취                           |
| 도인 - 파이널 댄저 스틱스          | 이 얍의 젓가락 변주곡 반야의 파이널 오디션 러브 이스 어 데인저 존                        |
| 도인 - 토.잼.파                    | 반야 프로덕션의 토카타 잼 O 비트 반야의 파이널 오디션 3                                  |
| 도인 - B.P.M. 콜렉션 2 (무혼)      | 반야의 무혼 2 이 얍의 무혼 1.5                                                           |
| 도인 - 아마데우스트림              | 반야의 엑스트림 펌프 미 아마데우스                                                       |
| 도인 - B.P.M. 콜렉션 1 (오디션)    | 반야의 파이널 오디션 2 3                                                                 |
| 도인 - 펌스터 존 2-1               | 이 얍의 펌트리스 꽈트로 패스터 Z 러브 이스 어 데인저 존 pt. 2 파이널 오디션 에피소드 2-1 |
| 도인 - 하메라                      | 크래쉬의 디그니티 바세린의 돈 오브 더 아포칼립스 이 얍의 키메라                          |
| 도인 - 비-메라                     | 반야의 비 이 얍의 키메라                                                                 |
| SHK - 월드 팝 믹스                 | 45RPM의 살짝쿵 노바소닉의 또다른 진심 지그재그의 에너자이저                              |
| 도인 - 라디메라                    | 반야의 미스터 라푸스 크래쉬의 디그니티 이 얍의 비메라                                    |
| 도인 - B.P.M. 콜렉션 4 (etc. 믹스) | 반야의 파이널 오디션 2 3 무혼                                                            |
| 곡제목                             | 수록곡                                                                                   |

## 기타 수정사항
본작 신곡들 중 가요와 월드 뮤직의 BGA는 모두 뮤직비디오를 채용하였다. BGA가 동영상을 지원하게 된 이래로 점점 가요와 월드 뮤직의 오리지널 BGA의 비중이 점차 낮아져왔지만, 본작에선 거의 대부분 오리지널 곡에만 오리지널 BGA를 할당했다. 또한 구곡중 2NE1의 파이어는 오리지널 BGA에서 뮤직 비디오로 교체되었고 파반느는 오리지널 BGA가 새로 생겼다.
이하는 삭제곡 목록으로 피에스타와 피에스타 EX에서 대거 추가되었던 가요 판권이 의외로 고스란히 유지되어 삭제곡이 적은 편이다.
- S.E.S. - 아임 유어 걸
- 나몰라 패밀리 - 너만 볼래
- 바나나 걸 - 초콜렛
- 이정현 - 와 (중국어)
- 장나라 - 못된 성질 (중국어)
- 슈퍼 주니어 M - U (중국어)
- 스티브 유 - 브레이킨 러브 (중국어)
- 서태지와 아이들 - 환상속의 그대
- 샤이니 - 링 딩 동
- 비스트/빅 뱅/샤이니 - K-팝 보이 그룹 리믹스
- 샤이니 - 링 딩 동 [풀 송]
- 도인 - 펌프 클래식 리믹스 A
- 도인 - 펌프 클래식 리믹스 B

피에스타 EX 1.50에서 선공개된 PRO 이식곡들은 싱글 채보만 존재하고 있어 패치전까지는 해외 라이센스 샘플링 문제 탓인지 몰라도 UCS 같이 패턴 스텝은 추가하지 못하다가 피에스타 2의 USB 해금 채보가 1.50에서 정식으로 추가되었다.

## 버전별 추가
1.01
- 신스울프 - 파사칼리아 S20
- 반야 리믹스 바이 크랭키 - 러브 이스 어 데인저 존 (크랭키 믹스) D24
- 반야 리믹스 바이 신스울프 - 힙노시스 (신스울프 믹스) D20
- 도인 - 플류 파 패스터/FFF D12
- 맥스 - U 갓 미 락킹 S18
- 오렌지 캬라멜 - 샹하이 로맨스 S16
- 아유 팅 팅 - 식 아식 D14
- 세이코지 - 온라인 D15

리워드 v3.3
- 미션 50개 클리어: 레이디버그 DP??
- 미션 100개 클리어: 버츄얼 이모션 DP??
- 미션 150개 클리어: 힐 앤 토 DP??
- 미션 200개 클리어: 비 얼라이브 DP??
- 미션 250개 클리어: 트라이브 어태커 DP??
- USB 레벨 2 달성: 리핀 잇 업 D4
- USB 레벨 3 달성: 힐 앤 토 D11
- USB 레벨 4 달성: 레인스파크 D5
- USB 레벨 5 달성: 모노리스 D13
- USB 레벨 6 달성: 비 얼라이브 D10
- USB 레벨 7 달성: 스타 커맨드 D14
- USB 레벨 8 달성: 스위치백 D10
- USB 레벨 9 달성: 레이디버그 S13
- USB 레벨 10 달성: 트라이브 어태커 D10
- USB 레벨 11 달성: 뮤직 트레인 슬롯 +1
- USB 레벨 15 달성: 샹하이 로맨스 D17
- USB 레벨 16 달성: 뮤직 트레인 슬롯 +1
- USB 레벨 20 달성: 레이디버그 D13
- USB 레벨 21 달성: 뮤직 트레인 슬롯 +1
- USB 레벨 25 달성: 스위치백 D15
- USB 레벨 30 달성: 트라이브 어태커 D15
- USB 레벨 31 달성: 러쉬 1.4배속
- USB 레벨 35 달성: 버츄얼 이모션 S17
- USB 레벨 40 달성: 레인스파크 S15
- USB 레벨 45 달성: 스타 커맨드 S15
- USB 레벨 46 달성: 랜덤 스킨
- USB 레벨 50 달성: 트라이브 어태커 S16
- USB 레벨 55 달성: 하드코어 오브 더 노스 S21
- USB 레벨 57 달성: 스위치백 D18
- USB 레벨 60 달성: 리핀 잇 업 S16
- USB 레벨 61 달성: 러쉬 1.3배속
- USB 레벨 65 달성: 하드코어 오브 더 노스 D16
- USB 레벨 70 달성: 스위치백 D16
- USB 레벨 75 달성: 레인스파크 D17
- USB 레벨 80 달성: 스타 커맨드 S19
- USB 레벨 85 달성: 스위치백 S18
- USB 레벨 90 달성: 리핀 잇 업 D18
- USB 레벨 94 달성: 스타 커맨드 D21
- USB 레벨 98 달성: 이그니스 패터스 D24
- USB 레벨 99 달성: 러쉬 0.9배속

1.40
- 인스펙터 K - 버츄얼 이모션 / D18
- J-미 & 미디-D 핏. 한나 스톡젤 - 팝 더 트랙 / S19
- DM 아슈라 - 엘리제 / S22 & D23
- 반야 리믹스 바이 크랭키 - 러브 이스 어 데인저 존 (크랭키 믹스) / S18
- SHK - 유니크 / S15 & D16
- 맥스 - D / D18

1.50
- VVV S18 / S23 / D16 / D19 / D24
- 리-레이브 S2 / S6 / S11 / S16 / S17 / D12 / D18
- 멘탈라이더 S12 / S16 / S21 / D13 / D19 / D23
- 핫이슈 D26
- 카프리스 오브 오타다 D21

USB 해금채보 → 기본 해금 채보로 변경
- 모노리스 D13
- 스위치백 S15 / S18 / D10 / D16 / D18
- 레이디 버그 S13 / D13 / DP??
- 하드코어 오브 더 노스 S21 / D16
- 리핑 잇 업 S16 / D04 / D18
- 트라이브 어택커 S16 / D10 / D15 / DP??
- 버철 이모션 S17 / DP??
- 힐 앤 토 D11 / DP??
- 레인스파크 S15 / D05 / D17
- 비 얼라이브 (Raaban Inc. Mix) D10 / DP??
- 스타 커맨드 S15 / S19 / D14 / D21
- 샹하이 로맨스 D17
- 이그니스 패터스(DM 아슈라 믹스) D24
- 뮤직 템포 0.9 / 1.3 / 1.4
- 랜덤스킨

뮤직트레인 채보에서 아케이드 채보로 추가
- B.P.M.콜렉션 3 (펌츠) S19
- B.P.M.콜렉션 2 (무혼즈) S18
- B.P.M.콜렉션 1 (오디션즈) S15
- B.P.M.콜렉션 4 (믹스) S17
- 조나단의 꿈 D18
- 파사칼리아 S19
- 이그니스 패터스 D26
- 러브 이스 어 데인저 존 (Cranky 믹스) S19
- 유니크 S16
- 스텝 D16
- 캔노바디 S17
- 샹하이 로맨스 S18
- 하트 브레이커 D18
- 두마리 D18

1.51
신규 채보 추가
- 반야 - 겟 업 D17
- 반야 프로덕션 - 히글디 피글디 S16

일부 상황에서 USB에 저장된 개인 랭킹기록이 표시되지 않는 문제 해결 및 뮤직 트레인에서 워너 트레인과 믹스 스테이션의 실행이 되지 않았던 버그 수정
1.60
1.신곡 추가
- SHK - 팔로우 미 S04, 06, 09, 14, 17 D09, 18 DP??
- 시드-사운드 - 여래아 S01, 03, 05, 13 D05, 12
- 2NE1 - 캔 노바디 [풀 송] S15 D16
- G.드래곤 - 하트 브레이커 [풀 송] S16 D16

2.기존곡 차분 스텝 추가
- 반야 - 치킨 윙 / S17
- 크래쉬 - 디그니티 / S22
- 도인 - 진공 / S19
- 생션7 - 가고일 / S22
- DM 아슈라 - 알레그로 콘 뿌오코 / S22
- 어피니티 - 모노리스 / S16 D18
- 디클로니우스 키드 - 하드코어 오브 더 노스 / D23
- 쿠리-질 - 힐 앤 토 / S17
- 스티안 K - 비 앨리브 (라반 잉크. 믹스) / S15, 17 D16
- 지르콘 - 스타 커맨드 / D23
- J-미 & 미디-D 핏. 한나 스토크젤 - 팝 더 트랙 / D20
- 신스울프 - 파사칼리아 / D24
- 지르콘 - 바로크 바이러스 / D20
- 약_원 - 루시드 (PIU 에디트) / D23
- 슈가 아이즈 - 슈가 아이즈 / S13

3.UCS 제작 및 UCS 카테고리에서 선택이 가능하게 된 곡 추가
- 어피니티 - Y2Z
- 벨테인 - 락힐
- 쿠리-질 - 리-레이브
- 나이트메어 - 드림 투 나이트메어
- 스마일리 - 유토피아
- 스마일리 - 슈샤
- 지그재그 - VVV
- SHK - 로그-인
- 약_원 - 윈드밀
- SQUAR - 멘탈 라이더

4.기타 일부 버그 수정
1.60 패치를 진행할 경우 최고 기록을 포함한 기체 설정이 초기화되는 문제가 있다.
1.61
1.일부 버그 패치
- 일부 곡 싱크 수정: 캔 노 바디 풀 송, 하트 브레이커 풀 송, 팔로우 미 (어느 레벨이 수정)
- 잘가 내 사랑 복구
- 안다미로에서 일부 해킹 유저 데이터를 삭제. 이와 동시에 타이틀에서의 업데이트 기능 삭제

참고로 UCS 버그와 게임 진행 버그는 아직도 있고 파일 깨짐 현상이라서 일명 시간버그 라고 한다. 즉 피에스타와 피에스타 EX도 된다는 점이다.

## 이전 버전과 다음 버전
| 펌프 잇 업 시리즈      | 펌프 잇 업 시리즈 | 펌프 잇 업 시리즈     | 펌프 잇 업 시리즈 | 펌프 잇 업 시리즈 |
| ---------------------- | ----------------- | --------------------- | ----------------- | ----------------- |
| 펌프 잇 업 피에스타 EX | <-                | 펌프 잇 업 피에스타 2 | ->                | 펌프 잇 업 프라임 |